# Беркуново (Московская область)
Беркуново — деревня в городском округе Шаховская Московской области России.

## Население
| 1852 | 1859 | 1926 | 2002 | 2006 | 2010 |
| ---- | ---- | ---- | ---- | ---- | ---- |
| 157  | ↘136 | ↗216 | ↘2   | ↗5   | ↘1   |

## География
Расположена примерно в 14 км к северо-востоку от районного центра — посёлка городского типа Шаховская, на левом берегу реки Муравки, впадающей в Колпяну (бассейн Иваньковского водохранилища). Соседние населённые пункты — село Белая Колпь, деревни Елизаветино, Васильевское и Коротнево. 
В деревню заезжает два раза в день автобус №41, следующий до Шаховской.

## Исторические сведения
В 1769 году Боркунова — деревня Колпского стана Волоколамского уезда Московской губернии в составе владения лейб-гвардии секунд-майора, князя Александра Алексеевича Шаховского. В деревне 29 дворов и 105 душ.
В середине XIX века деревня Беркуново относилась к 1-му стану Волоколамского уезда Московской губернии и принадлежала князю Валентину Михайловичу Шаховскому. В деревне было 23 двора, крестьян 81 душа мужского пола и 76 душ женского.
В «Списке населённых мест» 1862 года Беркуново (Биркуново) — владельческая деревня 1-го стана Волоколамского уезда Московской губернии по левую сторону Московского тракта (от границы Зубцовского уезда на город Волоколамск), в 18 верстах от уездного города, при речке Муравке, с 22 дворами и 136 жителями (71 мужчина, 65 женщин), место проведения ярмарок.
По данным на 1890 год деревня Биркуново входила в состав Кульпинской волости, число душ мужского пола составляло 76 человек.
В 1913 году — 34 двора.
По материалам Всесоюзной переписи населения 1926 года Беркуново — деревня Белоколпского сельсовета Раменской волости Волоколамского уезда. Проживало 216 человек (100 мужчин, 116 женщин), насчитывалось 36 крестьянских хозяйств.
С 1929 года — населённый пункт в составе Шаховского района Московской области.
1994—2006 гг. — деревня Белоколпского сельского округа Шаховского района.
2006—2015 гг. — деревня сельского поселения Раменское Шаховского района.
2015 — н. в. — деревня городского округа Шаховская Московской области.